# Eleições legislativas portuguesas de 1976 no distrito de Évora
| Eleições legislativas portuguesas de 1976 Distritos: Aveiro \| Beja \| Braga \| Bragança \| Castelo Branco \| Coimbra \| Évora \| Faro \| Guarda \| Leiria \| Lisboa \| Portalegre \| Porto \| Santarém \| Setúbal \| Viana do Castelo \| Vila Real \| Viseu \| Açores \| Madeira \| Estrangeiro |

## Resultados por Concelho
Os resultados nos concelhos do Distrito de Évora foram os seguintes:

### Alandroal
| Partido                 | Partido                     | Votos | %               |
| ----------------------- | --------------------------- | ----- | --------------- |
|                         | Partido Comunista Português | 3 130 | 54,60 / 100,00  |
|                         | Partido Socialista          | 1 329 | 23,18 / 100,00  |
|                         | Partido Popular Democrático | 367   | 6,40 / 100,00   |
|                         | Centro Democrático e Social | 366   | 6,38 / 100,00   |
|                         | União Democrática Popular   | 123   | 2,15 / 100,00   |
|                         | Frente Socialista Popular   | 69    | 1,20 / 100,00   |
|                         | Outros                      | 125   | 2,18 / 100,00   |
| Votos Inválidos         | Votos Inválidos             | 224   | 3,91 / 100,00   |
| Total                   | Total                       | 5 733 | 100,00 / 100,00 |
| Eleitorado/Participação | Eleitorado/Participação     | 6 463 | 88,70 / 100,00  |

### Arraiolos
| Partido                 | Partido                     | Votos | %               |
| ----------------------- | --------------------------- | ----- | --------------- |
|                         | Partido Comunista Português | 3 425 | 53,17 / 100,00  |
|                         | Partido Socialista          | 1 589 | 24,67 / 100,00  |
|                         | Centro Democrático e Social | 504   | 7,82 / 100,00   |
|                         | Partido Popular Democrático | 381   | 5,92 / 100,00   |
|                         | União Democrática Popular   | 101   | 1,57 / 100,00   |
|                         | Frente Socialista Popular   | 84    | 1,30 / 100,00   |
|                         | Outros                      | 158   | 2,46 / 100,00   |
| Votos Inválidos         | Votos Inválidos             | 199   | 3,09 / 100,00   |
| Total                   | Total                       | 6 441 | 100,00 / 100,00 |
| Eleitorado/Participação | Eleitorado/Participação     | 7 053 | 91,32 / 100,00  |

### Borba
| Partido                 | Partido                     | Votos | %               |
| ----------------------- | --------------------------- | ----- | --------------- |
|                         | Partido Comunista Português | 2 089 | 36,46 / 100,00  |
|                         | Partido Socialista          | 1 898 | 33,12 / 100,00  |
|                         | Partido Popular Democrático | 502   | 8,76 / 100,00   |
|                         | União Democrática Popular   | 426   | 7,43 / 100,00   |
|                         | Centro Democrático e Social | 409   | 7,14 / 100,00   |
|                         | Frente Socialista Popular   | 75    | 1,31 / 100,00   |
|                         | Outros                      | 129   | 2,23 / 100,00   |
| Votos Inválidos         | Votos Inválidos             | 202   | 3,52 / 100,00   |
| Total                   | Total                       | 5 730 | 100,00 / 100,00 |
| Eleitorado/Participação | Eleitorado/Participação     | 6 320 | 90,66 / 100,00  |

### Estremoz
| Partido                 | Partido                          | Votos  | %               |
| ----------------------- | -------------------------------- | ------ | --------------- |
|                         | Partido Socialista               | 4 568  | 36,14 / 100,00  |
|                         | Partido Comunista Português      | 3 768  | 29,81 / 100,00  |
|                         | Centro Democrático e Social      | 1 496  | 11,84 / 100,00  |
|                         | Partido Popular Democrático      | 1 399  | 11,07 / 100,00  |
|                         | União Democrática Popular        | 309    | 2,45 / 100,00   |
|                         | Frente Socialista Popular        | 161    | 1,27 / 100,00   |
|                         | Movimento de Esquerda Socialista | 132    | 1,04 / 100,00   |
|                         | Partido Popular Monárquico       | 128    | 1,01 / 100,00   |
|                         | Outros                           | 155    | 1,23 / 100,00   |
| Votos Inválidos         | Votos Inválidos                  | 522    | 4,13 / 100,00   |
| Total                   | Total                            | 12 638 | 100,00 / 100,00 |
| Eleitorado/Participação | Eleitorado/Participação          | 14 594 | 86,60 / 100,00  |

### Évora
| Partido                 | Partido                     | Votos  | %               |
| ----------------------- | --------------------------- | ------ | --------------- |
|                         | Partido Comunista Português | 12 863 | 39,46 / 100,00  |
|                         | Partido Socialista          | 10 341 | 31,72 / 100,00  |
|                         | Partido Popular Democrático | 3 317  | 10,18 / 100,00  |
|                         | Centro Democrático e Social | 3 142  | 9,64 / 100,00   |
|                         | União Democrática Popular   | 979    | 3,00 / 100,00   |
|                         | Frente Socialista Popular   | 361    | 1,11 / 100,00   |
|                         | Outros                      | 705    | 2,16 / 100,00   |
| Votos Inválidos         | Votos Inválidos             | 889    | 2,73 / 100,00   |
| Total                   | Total                       | 32 597 | 100,00 / 100,00 |
| Eleitorado/Participação | Eleitorado/Participação     | 37 185 | 87,66 / 100,00  |

### Montemor-o-Novo
| Partido                 | Partido                     | Votos  | %               |
| ----------------------- | --------------------------- | ------ | --------------- |
|                         | Partido Comunista Português | 8 243  | 57,43 / 100,00  |
|                         | Partido Socialista          | 3 411  | 23,76 / 100,00  |
|                         | Partido Popular Democrático | 1 002  | 6,98 / 100,00   |
|                         | Centro Democrático e Social | 675    | 4,70 / 100,00   |
|                         | União Democrática Popular   | 318    | 2,22 / 100,00   |
|                         | Frente Socialista Popular   | 168    | 1,17 / 100,00   |
|                         | Outros                      | 217    | 1,52 / 100,00   |
| Votos Inválidos         | Votos Inválidos             | 320    | 2,23 / 100,00   |
| Total                   | Total                       | 14 354 | 100,00 / 100,00 |
| Eleitorado/Participação | Eleitorado/Participação     | 15 743 | 91,18 / 100,00  |

### Mora
| Partido                 | Partido                     | Votos | %               |
| ----------------------- | --------------------------- | ----- | --------------- |
|                         | Partido Comunista Português | 2 429 | 45,90 / 100,00  |
|                         | Partido Socialista          | 1 479 | 27,95 / 100,00  |
|                         | Partido Popular Democrático | 485   | 9,16 / 100,00   |
|                         | Centro Democrático e Social | 400   | 7,56 / 100,00   |
|                         | União Democrática Popular   | 130   | 2,46 / 100,00   |
|                         | Frente Socialista Popular   | 65    | 1,23 / 100,00   |
|                         | Outros                      | 119   | 2,25 / 100,00   |
| Votos Inválidos         | Votos Inválidos             | 185   | 3,50 / 100,00   |
| Total                   | Total                       | 5 292 | 100,00 / 100,00 |
| Eleitorado/Participação | Eleitorado/Participação     | 5 805 | 91,16 / 100,00  |

### Mourão
| Partido                 | Partido                     | Votos | %               |
| ----------------------- | --------------------------- | ----- | --------------- |
|                         | Partido Socialista          | 885   | 38,02 / 100,00  |
|                         | Partido Comunista Português | 673   | 28,91 / 100,00  |
|                         | Partido Popular Democrático | 258   | 11,08 / 100,00  |
|                         | Centro Democrático e Social | 253   | 10,87 / 100,00  |
|                         | Frente Socialista Popular   | 39    | 1,68 / 100,00   |
|                         | União Democrática Popular   | 34    | 1,46 / 100,00   |
|                         | Outros                      | 66    | 2,83 / 100,00   |
| Votos Inválidos         | Votos Inválidos             | 120   | 5,16 / 100,00   |
| Total                   | Total                       | 2 328 | 100,00 / 100,00 |
| Eleitorado/Participação | Eleitorado/Participação     | 2 669 | 87,22 / 100,00  |

### Portel
| Partido                 | Partido                     | Votos | %               |
| ----------------------- | --------------------------- | ----- | --------------- |
|                         | Partido Comunista Português | 3 024 | 53,77 / 100,00  |
|                         | Partido Socialista          | 1 563 | 27,79 / 100,00  |
|                         | Partido Popular Democrático | 338   | 6,01 / 100,00   |
|                         | Centro Democrático e Social | 220   | 3,91 / 100,00   |
|                         | União Democrática Popular   | 99    | 1,76 / 100,00   |
|                         | Outros                      | 170   | 3,03 / 100,00   |
| Votos Inválidos         | Votos Inválidos             | 210   | 3,73 / 100,00   |
| Total                   | Total                       | 5 624 | 100,00 / 100,00 |
| Eleitorado/Participação | Eleitorado/Participação     | 6 293 | 89,37 / 100,00  |

### Redondo
| Partido                 | Partido                     | Votos | %               |
| ----------------------- | --------------------------- | ----- | --------------- |
|                         | Partido Comunista Português | 2 432 | 42,92 / 100,00  |
|                         | Partido Socialista          | 1 564 | 27,60 / 100,00  |
|                         | Partido Popular Democrático | 505   | 8,91 / 100,00   |
|                         | Centro Democrático e Social | 487   | 8,60 / 100,00   |
|                         | União Democrática Popular   | 157   | 2,77 / 100,00   |
|                         | Frente Socialista Popular   | 94    | 1,66 / 100,00   |
|                         | Partido Popular Monárquico  | 64    | 1,13 / 100,00   |
|                         | Outros                      | 110   | 1,94 / 100,00   |
| Votos Inválidos         | Votos Inválidos             | 253   | 4,47 / 100,00   |
| Total                   | Total                       | 5 666 | 100,00 / 100,00 |
| Eleitorado/Participação | Eleitorado/Participação     | 6 537 | 86,68 / 100,00  |

### Reguengos de Monsaraz
| Partido                 | Partido                     | Votos | %               |
| ----------------------- | --------------------------- | ----- | --------------- |
|                         | Partido Socialista          | 2 782 | 35,49 / 100,00  |
|                         | Partido Comunista Português | 2 615 | 33,36 / 100,00  |
|                         | Partido Popular Democrático | 1 102 | 14,06 / 100,00  |
|                         | Centro Democrático e Social | 534   | 6,81 / 100,00   |
|                         | União Democrática Popular   | 134   | 1,71 / 100,00   |
|                         | Frente Socialista Popular   | 115   | 1,47 / 100,00   |
|                         | Outros                      | 184   | 2,34 / 100,00   |
| Votos Inválidos         | Votos Inválidos             | 373   | 4,76 / 100,00   |
| Total                   | Total                       | 7 839 | 100,00 / 100,00 |
| Eleitorado/Participação | Eleitorado/Participação     | 8 811 | 88,97 / 100,00  |

### Vendas Novas
| Partido                 | Partido                     | Votos | %               |
| ----------------------- | --------------------------- | ----- | --------------- |
|                         | Partido Comunista Português | 3 521 | 46,92 / 100,00  |
|                         | Partido Socialista          | 2 375 | 31,65 / 100,00  |
|                         | Partido Popular Democrático | 575   | 7,66 / 100,00   |
|                         | Centro Democrático e Social | 509   | 6,78 / 100,00   |
|                         | União Democrática Popular   | 114   | 1,52 / 100,00   |
|                         | Frente Socialista Popular   | 77    | 1,03 / 100,00   |
|                         | Outros                      | 115   | 1,53 / 100,00   |
| Votos Inválidos         | Votos Inválidos             | 218   | 2,90 / 100,00   |
| Total                   | Total                       | 7 504 | 100,00 / 100,00 |
| Eleitorado/Participação | Eleitorado/Participação     | 8 767 | 85,59 / 100,00  |

### Viana do Alentejo
| Partido                 | Partido                     | Votos | %               |
| ----------------------- | --------------------------- | ----- | --------------- |
|                         | Partido Comunista Português | 2 043 | 48,07 / 100,00  |
|                         | Partido Socialista          | 1 102 | 25,93 / 100,00  |
|                         | Centro Democrático e Social | 345   | 8,12 / 100,00   |
|                         | Partido Popular Democrático | 260   | 6,12 / 100,00   |
|                         | União Democrática Popular   | 139   | 3,27 / 100,00   |
|                         | Frente Socialista Popular   | 74    | 1,74 / 100,00   |
|                         | Partido Popular Monárquico  | 49    | 1,15 / 100,00   |
|                         | Outros                      | 78    | 1,84 / 100,00   |
| Votos Inválidos         | Votos Inválidos             | 160   | 3,76 / 100,00   |
| Total                   | Total                       | 4 250 | 100,00 / 100,00 |
| Eleitorado/Participação | Eleitorado/Participação     | 4 856 | 87,52 / 100,00  |

### Vila Viçosa
| Partido                 | Partido                     | Votos | %               |
| ----------------------- | --------------------------- | ----- | --------------- |
|                         | Partido Comunista Português | 2 123 | 37,28 / 100,00  |
|                         | Partido Socialista          | 1 990 | 34,94 / 100,00  |
|                         | Partido Popular Democrático | 668   | 11,73 / 100,00  |
|                         | Centro Democrático e Social | 373   | 6,55 / 100,00   |
|                         | União Democrática Popular   | 92    | 1,62 / 100,00   |
|                         | MRPP                        | 76    | 1,33 / 100,00   |
|                         | Frente Socialista Popular   | 69    | 1,21 / 100,00   |
|                         | Outros                      | 102   | 1,79 / 100,00   |
| Votos Inválidos         | Votos Inválidos             | 202   | 3,55 / 100,00   |
| Total                   | Total                       | 5 695 | 100,00 / 100,00 |
| Eleitorado/Participação | Eleitorado/Participação     | 6 536 | 87,13 / 100,00  |